# Макрофаг із забарвленими включеннями

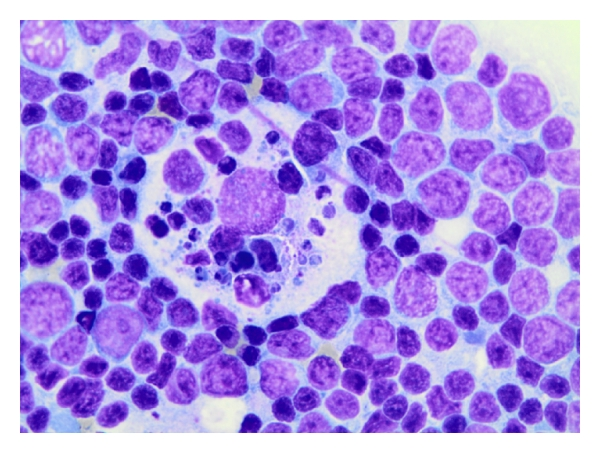
Макрофаг із пофарбованими включеннями.

Макрофаги із забарвленими включеннями (tingible body macrophage, TBMs) — тип макрофагів в зародкових центрах, що всередині містять багато залишків фагоцитозу, апоптозу в різних станах деградації, які звуться забарвленими включеннями (tingible означає, «те що можна пофарбувати»). TBMs містять конденсовані фрагменти хроматину.
TBMs призначені для фагоцитозу фолікулярними дендритними клітинами (FDC). FDC забезпечують TBMs білком Mfge8, який є сигналом «з'їж мене», що зв'язує фосфатидилсерин, для видалення апоптованих В-клітин зародкового центру .
Вважається, що вони можуть відігравати роль у гальмуванні реакції зародкового центру шляхом вивільнення простагландинів і, отже, зниження індукції В-клітин цитокіном IL-2 .
Макрофаги, що містять уламки проковтнутих лімфоцитів, є характерними для реактивного фолікулярного центру при доброякісному реактивному лімфаденіті. Іншими супутніми ознаками доброякісної фолікулярної гіперплазії є добре розвинені зародкові центри з темними і світлими зонами, на додаток до численних ознак мітозу.